# کالوین گراهام
کلوین لئون گراهام (3 آوریل 1930 - 6 نوامبر 1992) جوان ترین سرباز ایالات متحده بود که در طول جنگ جهانی دوم جنگید و یکی از معدود کودک سربازان شناخته شده ای بود که به نمایندگی از ایالات متحده در جنگ حضور داشت. پس از حمله به پرل هاربر، او در 15 اوت 1942 در سن 12 سالگی از هیوستون، تگزاس به نیروی دریایی ایالات متحده اعزام شد. مورد او شبیه جک دبلیو هیل بود که به دلیل داشتن شماره پرسنلی یک میلیون در طول جنگ جهانی دوم مورد توجه رسانه‌ها قرار گرفت، اما بعداً مشخص شد که درباره سن خود دروغ گفته و متعاقباً از خدمت مرخص شد.

## اوایل زندگی
گراهام در کانتون، تگزاس به دنیا آمد و قبل از اینکه تصمیم بگیرد به نیروی دریایی بپیوندد، پس از فوت پدرش و ازدواج مجدد مادرش، در مدرسه ابتدایی در هیوستون تحصیل می کرد.

## نیروی دریایی ایالات متحده، جنگ جهانی دوم
گراهام در 15 آگوست 1942 در نیروی دریایی نام نویسی کرد. او به مدت شش هفته در کمپ بوت در سن دیگو، کالیفرنیا رفت. او به ناو یو اس اس داکوتای جنوبی در پرل هاربر در اوآهو، هاوایی مستقر شد.

### یو اس اس داکوتای جنوبی
در 26 اکتبر 1942، او در نبرد سانتا کروز جنگید. داکوتای جنوبی و خدمه‌اش برای خدمات خود لوح تقدیر واحد نیروی دریایی دریافت کردند. در شب 14–15 نوامبر 1942، گراهام در جریان نبرد دریایی گوادالکانال مجروح شد. او به عنوان بار زن یک اسلحه ضد هوایی 40 میلی متری خدمت می کرد و در حین انتقال پیام دستی به یک افسر مورد اصابت ترکش قرار گرفت. اگرچه او جراحاتی برداشت، اما با کمک و کشیدن مجروح روی کشتی به محل امن، در امر نجات کمک کرد. مدال ستاره برنز و قلب بنفش به او اعطا شد و او و خدمه‌اش لوح دیگری از یگان نیروی دریایی دریافت کردند.
داکوتای جنوبی در 18 دسامبر 1942 برای تعمیرات اساسی و تعمیر آسیب های جنگی (او 42 ضربه از حداقل سه کشتی دشمن گرفته بود) در شهر نیویورک به ساحل شرقی بازگشت و از آن زمان به بعد در شهر نیویورک "نبرد کشتی ایکس" نام گرفت. برای اینکه ژاپنی ها فکر کنند او غرق شده است. مادر گراهام سن او را پس از اینکه او بدون اجازه نیروی دریایی به مراسم خاکسپاری مادربزرگش در تگزاس سفر کرد (با یک روز تأخیر به آنجا رسید) را فاش کرد، و او سه ماه را در ناوچه تگزاس گذراند. او پس از تهدید خواهرش به تماس با روزنامه ها آزاد شد. اگرچه او تلاش کرده بود به کشتی خود بازگردد، اما در 1 آوریل 1943 از نیروی دریایی اخراج شد و جوایزش لغو شد. افسر توپخانه داکوتای جنوبی که در رسیدگی به پرونده او نقش داشت، سارجنت شرایور بود.
او پس از ترک تحصیل در کارخانه کشتی سازی هیوستون به عنوان جوشکار مشغول به کار شد. در ۱۴ سالگی ازدواج کرد و سال بعد پدر شد. در سن 17 سالگی هنگامی که در سپاه تفنگداران دریایی ثبت نام کرد طلاق گرفت.

## تفنگداران دریایی ایالات متحده، 1948-1951
گراهام در سال 1948 در سن 17 سالگی به سپاه تفنگداران دریایی ایالات متحده پیوست. حضور او در تفنگداران دریایی نیز به صورت زودهنگام، زمانی که از اسکله سقوط کرد و در سال 1951 در طول جنگ کره کمرش شکست، به پایان رسید. اگرچه خدمت در سپاه تفنگداران دریایی باعث شد او تبدیل به یک کهنه سرباز شود، اما بقیه عمر خود را صرف مبارزه برای دریافت مزایای کامل پزشکی و پاک کردن سابقه خدمت سربازی خود کرد.

## خدمت پس از سربازی
در سال 1978، سرانجام گراهام به دلیل خدمتش در نیروی دریایی، با افتخار از خدمت خارج شد و پس از نامه نگاری به کنگره و با تایید رئیس جمهور جیمی کارتر، تمام مدال ها به جز قلب بنفش او دوباره به کار گرفته شد. داستان او در سال 1988 مورد توجه عموم قرار گرفت، زمانی که داستان او در قالب یک فیلم تلویزیونی، «قهرمان خیلی جوان» (Too Young The Hero) با بازی ریک شرودر بیان شد.
در سال 1988، رئیس جمهور وقت رونالد ریگان قانونی را امضا کرد که طی آن به گراهام مزایای کامل از کارافتادگی اعطا می شد، حقوق عقب افتاده او را به 4917 دلار افزایش می داد و به او اجازه می داد 18000 دلار برای قبض های پزشکی گذشته، مشروط به دریافت هزینه های پزشکی، 18،000 دلار برای قبض های پزشکی خود در نیروی دریایی را امضا کرد، گراهام مزایای ناتوانی و حقوق معوقه دریافت کرد. در این زمان، برخی از پزشکانی که او را معالجه می کردند فوت کرده بودند و بسیاری از صورت حساب های پزشکی از بین رفته بودند. او تنها 2100 دلار از 18000 دلار ممکن را دریافت کرد. در حالی که پول حق داستان او برای فیلم Too Young The Hero بالغ بر 50000 دلار بود، 50٪ به دو عامل و 20٪ به نویسنده کتاب منتشرنشده درباره گراهام رسید. او و همسرش فقط 15000 دلار قبل از کسر مالیات دریافت کردند.

### مرگ
سرانجام مدال قلب ارغوانی گراهام دوباره برقرار شد و در 21 ژوئن 1994 توسط وزیر نیروی دریایی جان دالتون در آرلینگتون، تگزاس، تقریباً دو سال پس از مرگ او بر اثر نارسایی قلبی، به بیوه‌اش، مری، تقدیم شد. او در پارک یادبود لورل لند در فورت ورث، تگزاس به خاک سپرده شد.

## جوایز نظامی
مدال ها و جوایز نظامی گراهام، که در نهایت پس از مداخله رئیس جمهور جیمی کارتر، رونالد ریگان و بیل کلینتون در سال 1994 دوباره برقرار شدند: